# Clubul de Fotbal Brăila
Dernière mise à jour : 11 décembre 2012.
Le CF Brăila est un club roumain de football basé à Brăila.

## Historique
- 1922 : fondation du club
- 1960 : le club est renommé CSM Brăila
- 1962 : le club est renommé Progresul Brăila
- 1963 : le club est renommé Laminorul Brăila
- 1965 : le club est renommé Constructorul Brăila
- 1975 : le club est renommé FC Brăila
- 1980 : le club est renommé FCM Progresul Brăila
- 1991 : le club est renommé FC Dacia Unirea Brăila
- 2006 : le club est renommé CF Brăila

## Palmarès
- Coupe de Roumanie
  - Finaliste : 1993

- Championnat de Roumanie de deuxième division
  - Champion : 1935, 1944, 1990
  - Vice-champion : 1936, 1975, 1976, 1989, 1995, 1996

- Championnat de Roumanie de troisième division
  - Champion : 1964, 2001, 2010
  - Vice-champion : 1958, 1968

## Ancien logo